# François Bayle
Pour les articles homonymes, voir François Bayle (médecin) et Bayle.
François Bayle, né en 1932 à Tamatave (Madagascar), est un compositeur français, inventeur de la musique acousmatique. Il intègre le Groupe de recherches musicales (GRM) en 1960 et le dirige de 1966 à 1997.

## Biographie
François Bayle naît le 27 avril 1932, à Tamatave, à Madagascar. Son père est fonctionnaire colonial. Le jeune garçon voyage dans l'île jusqu'à l'âge de 14 ans. Arrivé en France métropolitaine en 1946, il termine ses études à Bordeaux et entreprend un cursus scientifique et littéraire. Il s'installe à Paris en 1954 comme instituteur. Il suit les cours d'Olivier Messiaen au Conservatoire et de Pierre Schaeffer, se rend plusieurs étés à Darmstadt en 1960, 1961 et 1962 pour étudier la composition avec Karlheinz Stockhausen.

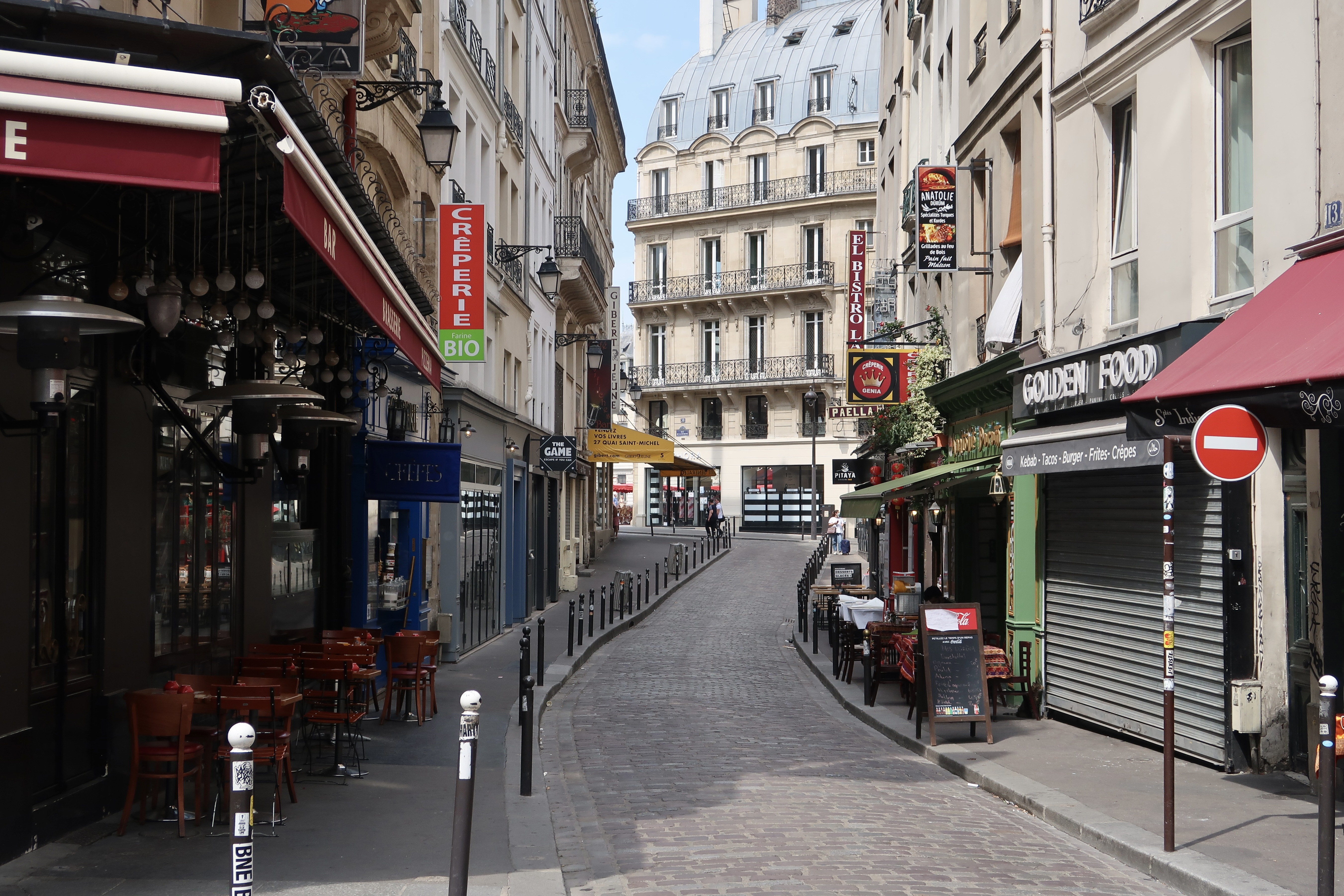
Rue de la Harpe à Paris, où se trouve l'atelier-studio Magison.

François Bayle rejoint le Groupe de recherches musicales (GRM) de Pierre Schaeffer dès 1958. Il y étudie pendant plus de deux ans, puis y poursuit sa collaboration avant de s'en voir confier la responsabilité en 1966. En 1975, le GRM est intégré au sein du tout nouvel Institut national de l'audiovisuel (INA). François Bayle est confirmé à la tête de ce département qu'il développe considérablement et dirige jusqu'en 1997.
Sa contribution technique majeure reste sans doute la création de l'Acousmonium, un orchestre de haut-parleurs associé à des instruments de pilotage performants permettant de régler finement la spatialisation des sons. Ce dispositif offre une grande liberté d'expression et de réalisation aux artistes compositeurs de musique acousmatique, qu'il décide de nommer ainsi afin d'en affirmer l'autonomie et les principes. 
Il est à l'origine de nombreuses œuvres publiées dans la Collection Ina-Grm, également créée à son initiative.
En 1991, François Bayle fonde son propre studio : le label Magison, qui publie essentiellement ses propres œuvres. Il a présidé la Commission Musique symphonique de la Société des auteurs, compositeurs et éditeurs de musique (SACEM) de 2001 à 2007.
Parmi de nombreux documents audiovisuels INA où il apparaît, plusieurs lui sont consacrés, notamment par Michel Treguer : Espaces inhabitables, en 1972, et plus récemment Françoise Berdot : Le magicien des sons, en 2010.

## Catalogue
103 opus recensés à ce jour, parmi lesquels :
- 1960 Points critiques (instrumental)
- 1962 Trois portraits d’un Oiseau-Qui-N’existe-Pas
- 1962 L'objet captif (instrumental)
- 1963 L'Archipel (quatuor à cordes)
- 1963 Pluriel, pour 19 instruments et haut-parleurs (in Concert Collectif du Grm)
- 1966 Lignes et points
- 1967 Espaces inhabitables
- 1969 Jeïta ou Murmure des eaux
- 1971 Trois Rêves d'oiseau
- 1969-72 L'Expérience Acoustique [suite comprenant: 1/ L'Aventure du Cri - 2/ le langage des fleurs - 3/ La preuve par le sens - 4/ L'épreuve par le son - 5/ La philosophie du non ]
- 1972 Purgatoire, d'après La Divine Comédie de Dante
- 1973 Vibrations composées
- 1974 Grande polyphonie
- 1976 Camera oscura
- 1978 Tremblement de terre très doux
- 1979-80 Erosphère [suite comprenant: 1/ La fin du bruit - 2/ Tremblement de terre très doux - 3/ Toupie dans le ciel ]
- 1982 Les Couleurs de la nuit
- 1980-83  Son Vitesse-Lumière [suite comprenant: 1/ Grandeur nature - 2/ Paysage, personnage, nuage - 3/ Voyage au centre de la tête - 4/ Le sommeil d'Euclide - 5/ Lumière ralentie ]
- 1984 Aéroformes
- 1985 Motion-Emotion
- 1987-88   Théâtre d'Ombres [suite comprenant: 1/ … derrière l'image - 2/ … ombres blanches ]
- 1989 Mimaméta
- 1991 Fabulae [suite comprenant: 1/ Fabula - 2/ Onoma - 3/ Nota - 4/ Sonora ]
- 1994-95 La main vide [suite comprenant: 1/ Bâton de pluie - 2/ La fleur future - 3/ Inventions ]
- 1996 Morceaux de ciels
- 1999 Jeîta-retour
- 1999 Arc, pour Gérard Grisey
- 2000-01   La forme du temps est un cercle [suite comprenant: 1/ Concrescence - 2/ Si loin, si proche - 3/ Tempi - 4/ Allures - 5/ Cercles ]
- 2002-04   La forme de l'esprit est un papillon [suite comprenant: 1/ Ombrages et trouées - 2/ Couleurs inventées ]
- 2005 Univers nerveux
- 2008-09   L'Oreille étonnée
- 2010-11   Rien n'est réel [suite comprenant: 1/ … sensations - 2/ … perceptions ]
- 2011-12  Déplacements [suite comprenant: 1/ horizontal/vertical - 2/ spiral - 3/ diagonal ]
- 2013-14  Opus 100 [suite comprenant: 1/ Deviner-Devenir… souffle - 2/ Deviner-devenir… oiseau ]
- 2015-15  Figures sans origines
- 2016-19  Le Projet "Ouïr" [suite comprenant: 1/ Qui ? - 2/ Comme… - 3/ Sans… - 4/ Vers… - 5/ Où ? ]

## Discographie
Cycle Bayle (Magison) en 18 CD monographiques
- vol. 1 : Érosphère (Tremblement de terre très doux [28 min 13 s] ; Toupie dans le ciel [25 min 10 s]), INA C 3002, ADDA, 1990
- vol. 2 : Théâtre d'ombre [39 min 24 s] ; Mimaméta [11 min 02 s], MGCB 0291, ADDA, 1991
- vol. 3 : Vibrations Composées [35 min 58 s] ; Grande Polyphonie [36 min 32 s], MGCB 0392, ADDA, 1992
- vol. 4 : Fabulæ [56 min 45 s], Musidisc 244732, 1993
- vol. 5/6 : l'Expérience acoustique [54 min 15 s] + [66 min 16 s], Musidisc 245042, 1994
- vol. 7 : Divine comédie (Enfer, de Bernard Parmegiani [61 min 20 s] ; Purgatoire & Paradis terrestre de François Bayle [71 min 28 s]), Musidisc 245372, 1995
- vol. 8 : la Main vide [42 min 41 s], Musidisc 245542, 1996
- vol. 9/10 : Son Vitesse-Lumière [56 min 08 s] + [63 min 15 s], Musidisc 247392, 1997
- vol. 11 : Motion-Émotion [22 min 01 s], Musidisc 292432, 1998
- vol. 12 : Morceaux de Ciels [25 min 27 s] ; Théâtre d'Ombres [39 min 24 s], Musidisc 248022, 1998
- vol. 13 : Jeîta (Jeîta ou murmure des eaux [39 min 50 s] ; l'Infini du bruit [10 min 55 s] ; Jeîta-retour [5 min 23 s]), Musidisc 248122, 1999
- vol. 14 : Camera oscura [38 min 39 s] ; Espaces inhabitables [17 min 41 s], M10 275112, 2000
- vol. 15 : La forme du temps est un cercle [59 min 30 s], M10 275862, 2001
- vol. 16 : Toupie dans le ciel (version originale « sans remix ») [21 min 00 s], MGCB e102, 2002
- vol. 17 : Tremblement de terre très doux (non paru)
- vol. 18 : La forme de l'esprit est un papillon [35 min 35 s] (suivi de Trois rêves d'oiseau [10 min 00 s] et Mimaméta [10 min 46 s]), M10 275972, 2004
- Coffret Bayle (InaGrm) en 15 CD
- CD 1 / 1963-71 / 67 min 25 s// Trois Rêves d’oiseau 9 min 48 s // Espaces inhabitables 18 min 02 s // Jeîta, ou Murmures des eaux 39 min 21 s (version 2012 inédite)
- CD 2 / 1969-71 / 54 min 19 s // L’Expérience Acoustique : I / L’Aventure du cri 17 min 34 s // II / Le Langage des fleurs 34 min 37 s
- CD 3 / 1971-72 / 65 min 55 s // L’Expérience Acoustique : III / La Preuve par le sens 32 min 13 s // IV / L’Epreuve par le son 24 min 43 s // V / La Philosophie du non 8 min 57 s
- CD 4 / 1972 / 71 min 38 s // Divine Comédie : Purgatoire & Paradis terrestre 71 min 38 s
- CD 5 / 1973-74 / 72 min 32 s // Vibrations composées 36 min 02 s // Grande polyphonie 36 min 32 s
- CD 6 / 1976-82 / 57 min 57 s // Camera oscura 28 min 00 s : Sept préludes : 19 min 56 s & Labyrinthe (version 2012 inédite) 8 min 04 s // Les Couleurs de la nuit 29 min 52 s (version 2012 inédite)
- CD 7 / 1978-80 / 68 min 33 s // Erosphère : Tremblement de terre très doux 28 min 19 s // La fin du bruit 16 min 35 s (version 2009 inédite) // Toupie dans le ciel 23 min 40 s (version 2009 inédite)
- CD 8 / 1980-81 / 56 min 02 s // Son Vitesse-Lumière : I / Grandeur nature 32 min 01 s // II / Paysage, personnage, nuage 24 min 01 s
- CD 9 / 1981-83 / 63 min 15 s // Son Vitesse-Lumière : III / Voyage au centre de la tête 20 min 44 s // IV / Le sommeil d’Euclide 20 min 50 s // V / Lumière ralentie 21 min 41 s
- CD 10 / 1985-88 / 61 min 39 s // Motion–Émotion 22 min 01 s // Théâtre d’Ombres 39 min 30 s : … derrière l’image // … ombres blanches (in memoriam L. Berio)
- CD 11 / 1989-91 / 67 min 42 s // Fabulæ 56 min 41 s : 1/ Fabula 14 min 34 s // 2/ Onoma 16 min 04 s // 3/ Nota 10 min 27 s // 4/ Sonora 15 min 36 s // Mimaméta 10 min 44 s
- CD 12 / 1994-96 / 68 min 14 s // La Main Vide 42 min 35 s : 1/ bâton de pluie 19 min 58 s // 2/ la fleur future 12 min 28 s // 3/ inventions 10 min 22 s (in memoriam P. Schaeffer) // Morceaux de Ciels 25 min 26 s
- CD 13 / 1999-2001 / 64 min 13 s // Arc, pour Gérard Grisey 8 min 02 s (inédit) // La forme du temps est un cercle 55 min 52 s : 1/ concrescence 12 min 30 s // 2/ si loin, si proche 13 min 36 s // 3/ tempi 7 min 25 s // 4/ allures 9 min 06 s // 5/ cercles 13 min 15 s
- CD 14 / 2003-05 / 56 min 52 s // La forme de l’esprit est un papillon 34 min 27 s : 1/ ombrages et trouées 21 min 11 s (version 2012 inédite) // 2/ couleurs inventées 13 min 15 s // Univers nerveux 22 min 23 s (in memoriam K. Stockhausen) (inédit)
- CD 15 / 2006-12 / 55 min 34 s // L’Oreille étonnée (in memoriam O. Messiaen) 14 min 58 s (inédit) // Rien n’est réel 25 min 30 s (inédit) : … sensations 9 min 12 s // … perceptions // 15 min 40 s Déplacements : 15 min 30 s (inédit) horizontal-vertical // spiral
- 4 DVD-ROM in Diabolus in Musica // Erosphère // L'Expérience Acoustique // Son Vitesselumière  (livres interactifs avec exemples sonores + acousmographies) Magison vol. 19 - 20 - 21 - 22
- Les Couleurs de la nuit, version intégrale de 1982, Subrosa, 2013

## Distinctions
- Commandeur dans l'ordre des Arts et des Lettres
- Chevalier de la Légion d'honneur[Quand ?]
- Officier de l'ordre national du Mérite

## Récompenses
- 1978 Grand Prix des compositeurs SACEM
- 1981 Grand Prix National du Disque
- 1989 Prix Ars Electronica, Linz
- 1996 Grand Prix de la Musique de la Ville de Paris
- 1997 Hommage du CIME de Sao Paulo
- 1999 Grand Prix Charles-Cros du président de la République
- 2006 Nommé Doctor honoris causa par l'université de Cologne
- 2007 Grand Prix de la Fondation Del Duca/Académie de France
- 2010 Qwartz Pierre Schaeffer
- 2011 Prix Arthur Honegger 2011

## Citations
« Processus et pression, mémoire et impression, l'émotion traverse l'instant, prolonge ce point d'ouïe, cet "œil" du sablier d'où s'écoule la mystérieuse matière : le temps. (...) Temps traversant-traversé. Si écouter, c'est donner forme, celle-ci s'installe toujours dans une perspective temporelle, perçue à partir d'une unité-étalon, d'un point de fuite du temps. Alors on entendra que mon objet fut d'étudier mes propres réactions d'écoute selon plusieurs registres temporels, parfois mêlés, chacun déterminé par son calibre ou par son grain : pulsations épaisses, éclats de foule, chocs, chuintements de l'eau, rythmes dansés. Cloches proches ou lointaines (le bruit du temps par excellence.) Jusqu'à finir avec les scintillements, grésillements de vents circulaires. Le temps dans ses états, en cinq passages. »

— François Bayle
[réf. nécessaire]

« En inventant la musique concrète, en 1948, Pierre Schaeffer introduit un changement radical dans les habitudes du concert : exit l'interprète ! Cette particularité des musiques fixées sur disque souple à l'origine, puis bande magnétique et aujourd'hui mémoire informatique pourrait laisser croire qu'on les écouterait aussi bien chez soi avec une chaîne hi-fi de qualité. François Bayle (né en 1932), responsable du Groupe de recherches musicales (GRM) de 1967 à 1997, à la suite de Pierre Schaeffer, invalide cette appréciation par une production qui rend irremplaçable l'écoute in situ. »

— Pierre Gervasoni, Le Monde, 2002

## Filmographie
- (2013) Musique(s) Électronique(s) de Jérémie Carboni avec François Bayle, Marc Battier, Jean Michel Jarre, Emilie Simon, Moriarty, etc.